# Svetlana Lapina
Svetlana Michajlovna Lapina (in russo Светлана Михайловна Лапина?; 12 aprile 1978) è un'ex altista russa.

## Palmarès

### Mondiali
- 1 medaglia:
  - 1 bronzo (Siviglia 1999)

### Universiadi
- 1 medaglia:
  - 1 argento (Palma di Maiorca 1999)

### Mondiali Under 20
- 1 medaglia:
  - 1 bronzo (Sydney 1996)

### Europei Under 23
- 1 medaglia:
  - 1 oro (Göteborg 1999)

### Europei Under 20
- 1 medaglia:
  - 1 bronzo (Lubiana 1997)